# Sung
Cây sung hay ưu đàm thụ hoặc tụ quả dong (danh pháp hai phần: Ficus racemosa, đồng nghĩa Ficus glomerata Roxb., 1802) là loại thân cây gỗ lớn, mọc nhanh, thuộc họ Dâu tằm (Moraceae). Cây mọc hoang dại ở các vùng nhiệt đới và cận nhiệt đới tại những nơi đất ẩm bìa rừng, nhiều nhất là ven các bờ nước ao, hồ, sông, suối.

## Đặc điểm
Cây thân gỗ cao tới 25–30 m, đường kính thân cây tới 60–90 cm. Vỏ thân cây màu nâu ánh xám, nhẵn. Các cành nhỏ, phiến lá non và chùm quả với các sợi lông cong xuống hay được che phủ rậm rạp bằng lông tơ mềm màu trắng. Các cành nhỏ màu nâu. Các lá kèm hình trứng-mũi mác, dài 1,5–2 cm, có màng và lông tơ. Các lá sớm rụng, mọc so le; cuống lá dài 2–3 cm; phiến lá hình elip-trứng ngược, elip hay elip hẹp, kích thước 10-14 x 3-4,5(-7) cm, dai như da, lục nhạt ở xa trục, có lông tơ khi còn non, không lông và hơi xù xì khi già, màu lục sẫm ở gần trục và nhẵn nhụi, gốc lá hình nêm hơi cùn, mép lá nguyên, nhọn đỉnh tới hơi cùn; gân bên cơ sở 2, gân thứ cấp 4-8 ở mỗi bên của gân giữa.
Quả sung kỳ thực là một bộ phận chứa nhiều hoa ở bên trong. Quả mọc thành chùm trên các cành nhỏ ngắn trên thân cây già, đôi khi ở nách lá trên các cành non hay trên các cành nhỏ không lá đã già, mọc thành cặp, màu cam ánh đỏ khi chín, hình quả lê, đường kính 2-2,5 cm, phần gốc quả thu nhỏ thành cuống, lỗ chân lông trên đỉnh hình rốn, phẳng; cuống dài khoảng 1–2 cm; các lá bắc tổng bao hình tam giác-trứng. 
Bên trong quả sung đực thường có ong sung sinh sống, đẻ trứng, lớn lên và chui ra khỏi quả để tìm quả khác ký sinh. Quả sung cái có cơ cấu đặc biệt khiến ong chui vào nhưng không thể đẻ được mà chỉ thụ phấn cho hoa bên trong rồi chết trong đó. Quả sung cái sẽ sinh ra enzin tiêu thụ xác con ong và các hoa được thụ phấn sẽ hình thành hạt.

## Phân bố
Sung ưa thích sống tại các khu vực ẩm ướt, cạnh bờ sông suối, đôi khi trong lòng suối tại các cao độ từ 100 tới 1.700 m. Khu vực phân bố: Trung Quốc (miền nam tỉnh Quảng Tây, Quý Châu, Vân Nam), Ấn Độ, Đông Nam Á, Nepal, New Guinea, Pakistan, Sri Lanka, Australia. Ở Việt Nam cây phần bố rộng khắp ở cả ba miền.

## Ứng dụng

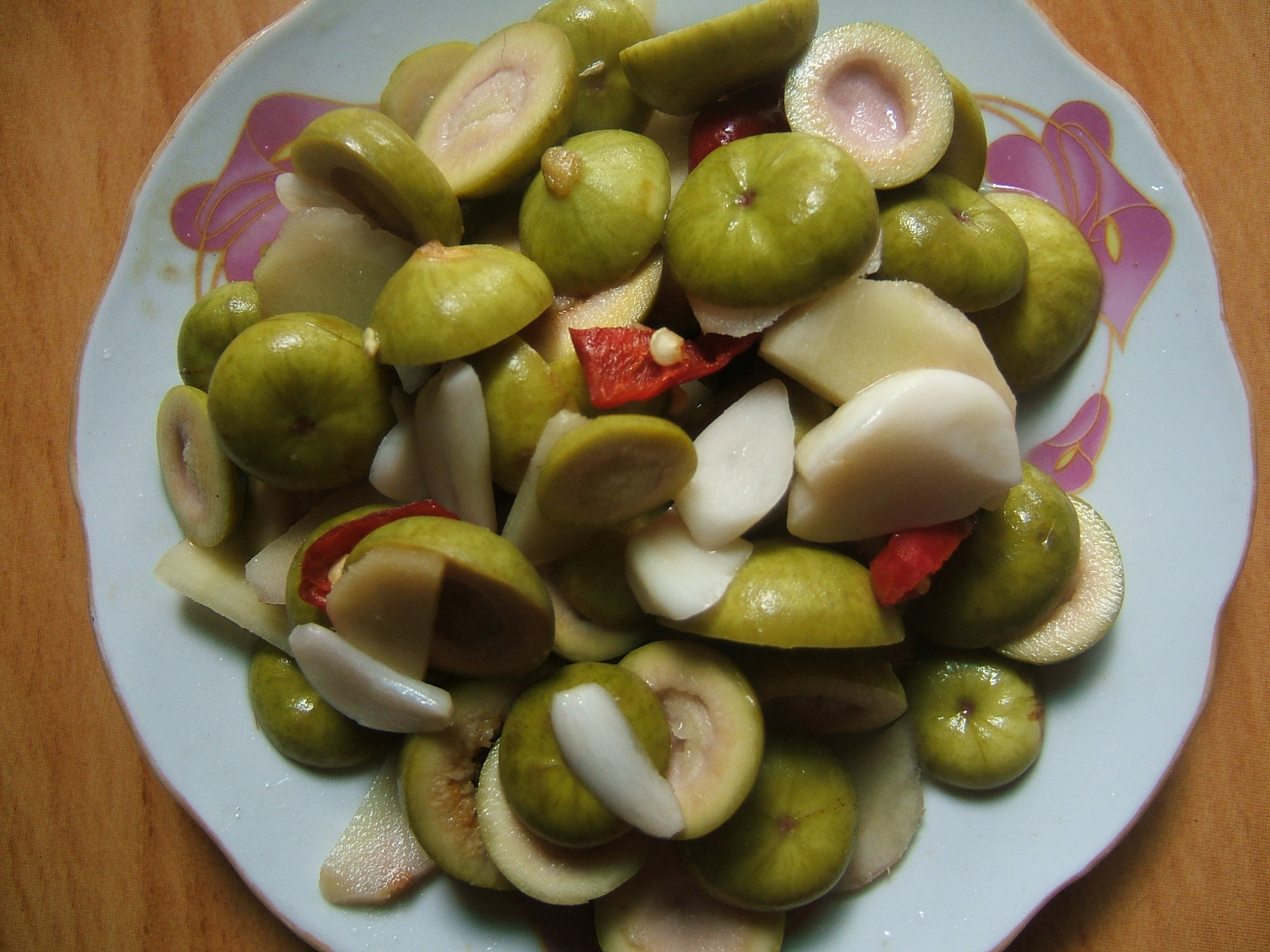
Một đĩa dưa chua với nguyên liệu chính là quả sung non

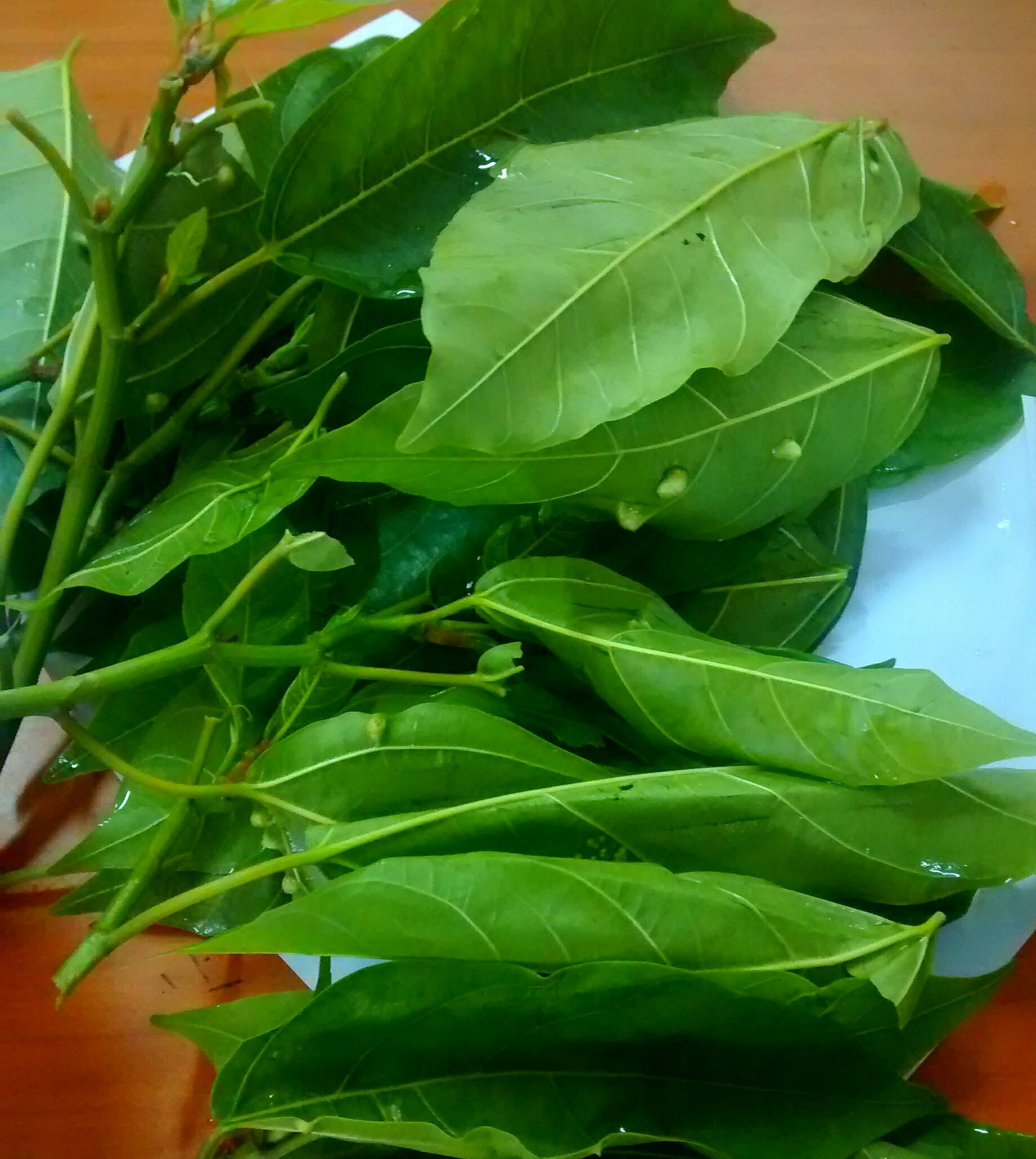
Lá sung tươi

Quả sung mọc thành từng chùm ở thân cây có thể ăn được, người ta hay muối như muối dưa để ăn trực tiếp hoặc kho với thịt, cá.
Lá sung non cũng thường được sử dụng trong ẩm thực khi ăn kèm với thịt chua, thịt lợn ba chỉ luộc, gỏi cá,... Lá sung tật - tức loại lá có rầy ký sinh khiến các đốm sùi lên - được dùng để chữa một số loại bệnh và là thành phần trong phương thuốc lợi sữa.
Loại cây này là một loài cây cảnh rất phổ biến vì có dáng thân rất đẹp và bởi quan niệm từ sung gần với sung túc, hiện tại cây sung còn được sử dụng làm bonsai.
Trong mâm ngũ quả ngày Tết nhiều nơi người ta xếp chùm quả sung cùng các loài trái cây khác để chưng trên bàn thờ với mục đích cầu mong sự sung túc, sung sướng cho gia đình trong năm mới.
Nhựa sung được sử dụng để chữa các vết thương xây xát ngoài da, chữa đau đầu, áp xe vú, nhọt độc, hen, chốc lở, ghẻ ngứa.

## Bài thuốc
Điều kinh phụ nữ: lá sung 60 g, măng sậy hoặc búp sậy 30 g, ngải cứu 20 g, phèn chua phi 5 g và một ít muối. Tất cả giã nát, thêm nước dừa quấy đều rồi vắt lấy nước. Uống vào thời gian gần có kinh thì hành kinh tốt.
Chữa sởi trẻ em: lá sung tật, lá dâu, lá đậu ván, lá cối xay mỗi thứ 15 g, tất cả sao vàng, sắc uống trong ngày. Trẻ từ 2-5 tuổi, mỗi lần uống 20 ml, cách 2 giờ uống 1 lần cho đến khi khỏi.
Chữa hen suyễn trẻ em: dùng nhựa sung hoà với mật ong uống trước khi đi ngủ.
Chữa nhức đầu: dùng nhựa sung phết lên giấy bản dán vào 2 bên thái dương.

## Trong tôn giáo

### Ấn giáo
Trong Atharva Veda, cây sung (tiếng Phạn: uḍumbara hay udumbara) được coi là phương tiện để đạt được sự thịnh vượng và đánh bại kẻ thù. Chẳng hạn, khi nói về tính chất bùa ngải của cây udumbara, bài ca tụng (AV xix, 31) có đoạn viết liên quan.

### Phật giáo
Cả cây, hoa và quả của sung đều được gọi là udumbara (tiếng Phạn, tiếng Pali; tiếng Devanagari: उडुम्बर tức hoa đàm hay ưu đàm hoa) trong Phật giáo. Udumbara cũng có thể dùng để chỉ hoa Ni la ưu đàm bát la (Nila udumbara). Hoa ưu đàm xuất hiện trong các chương 2 và 27 của Diệu pháp liên hoa kinh, một trong những bộ kinh Đại thừa quan trọng nhất. Từ trong tiếng Nhật udonge (優曇華, ưu đàm hoa) được thiền sư Đạo Nguyên Hi Huyền (1200-1253) sử dụng để nói tới hoa của cây ưu đàm hoa trong chương 68 của Chính pháp nhãn tạng (正法眼藏, shōbōgenzō). Đạo Nguyên đặt khung cảnh của hoa ưu đàm trong hoa thuyết pháp được Thích-ca Mâu-ni đặt trên đỉnh Linh Thứu.

## Một vài hình ảnh về cây sung

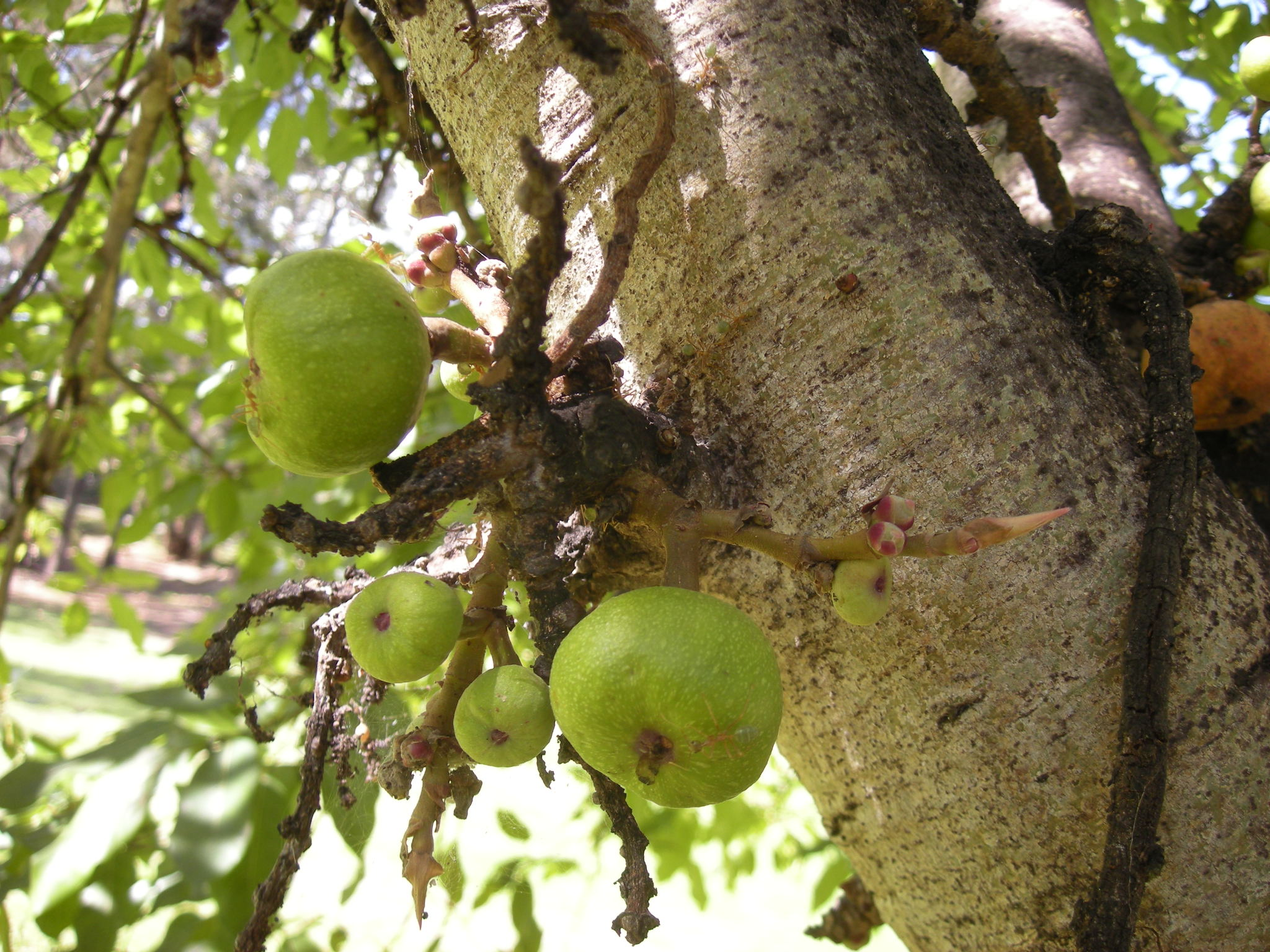
Quả sung
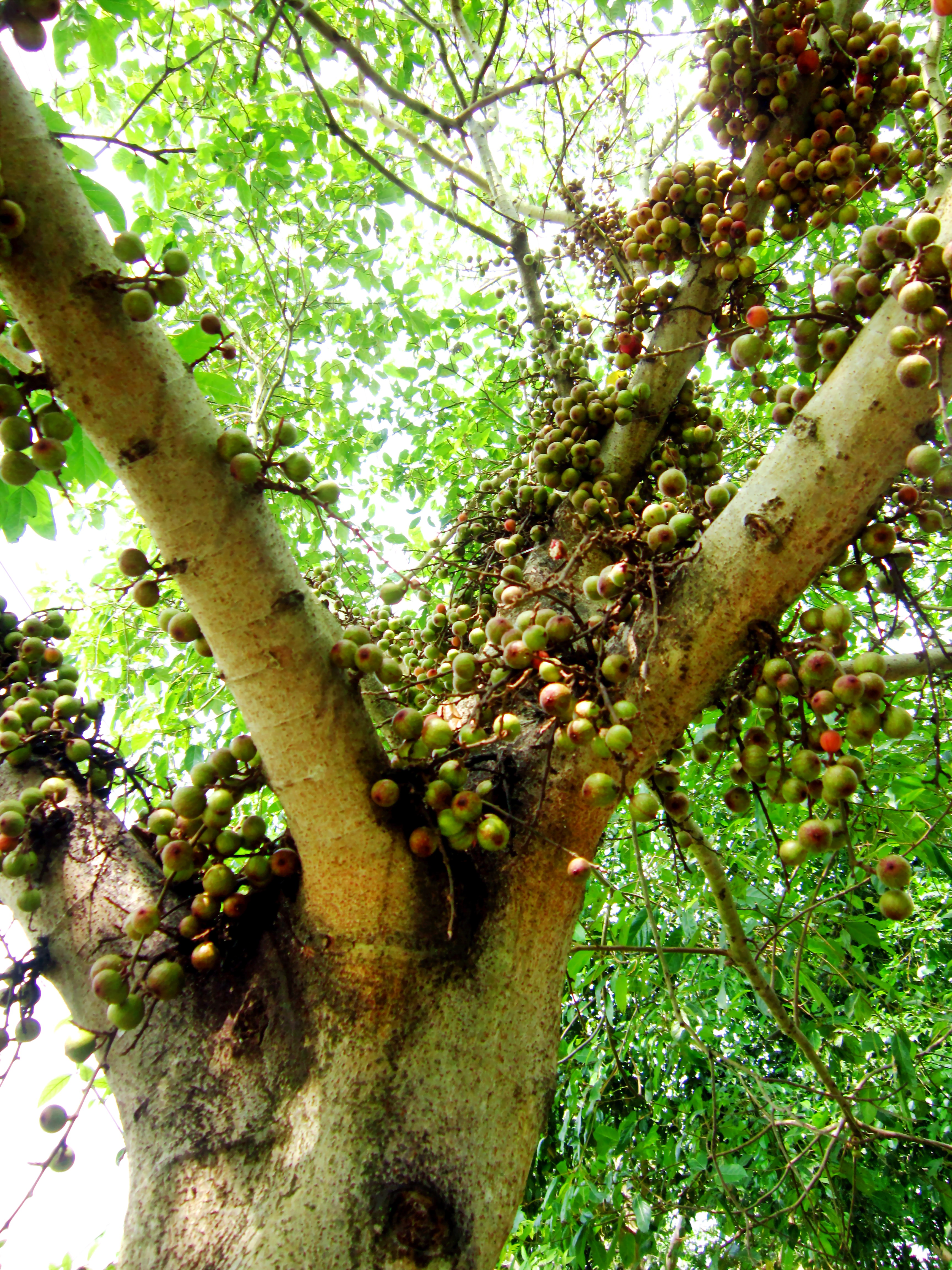
Sung ở An Giang
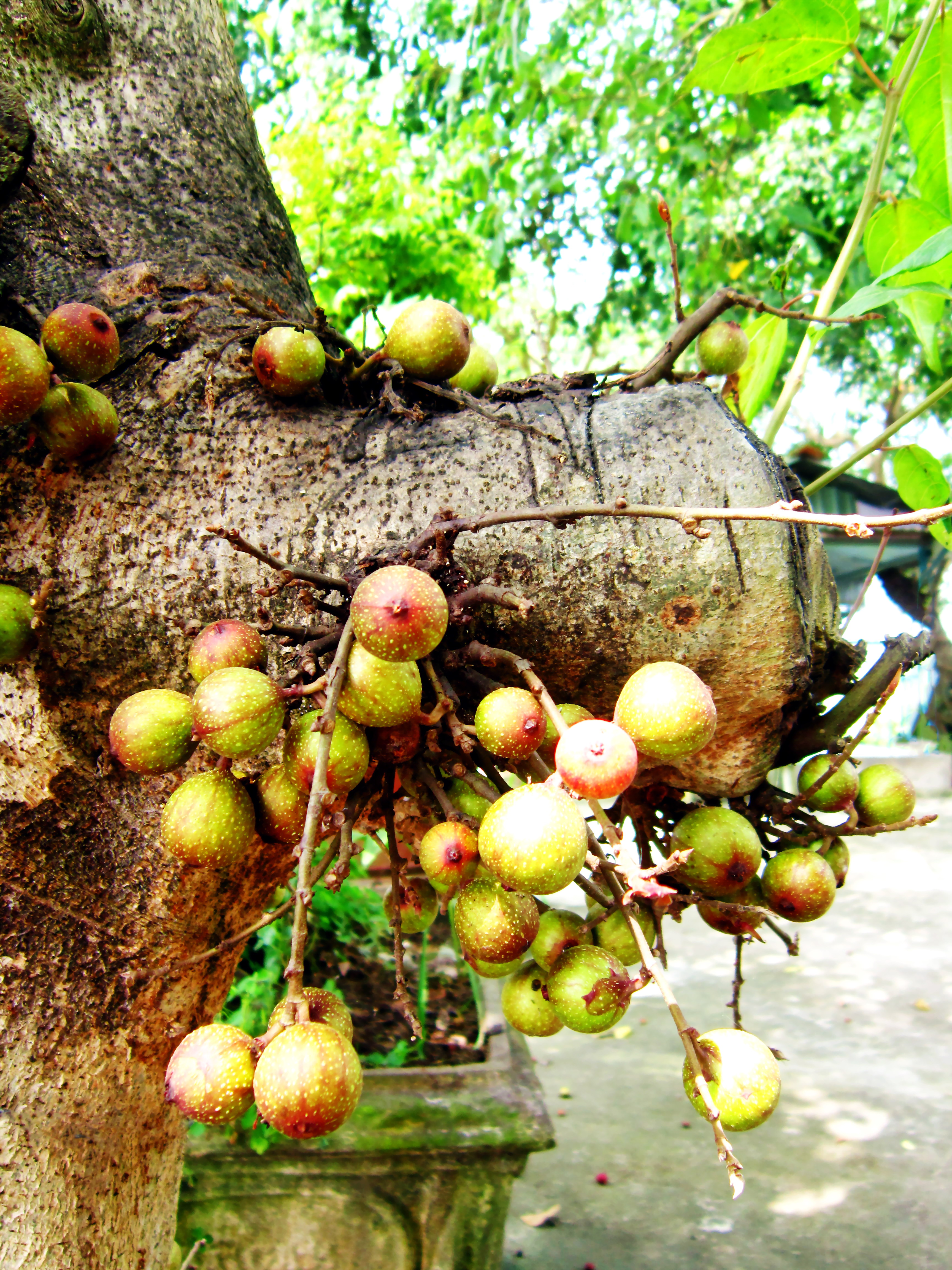
Quả Sung ở An Giang
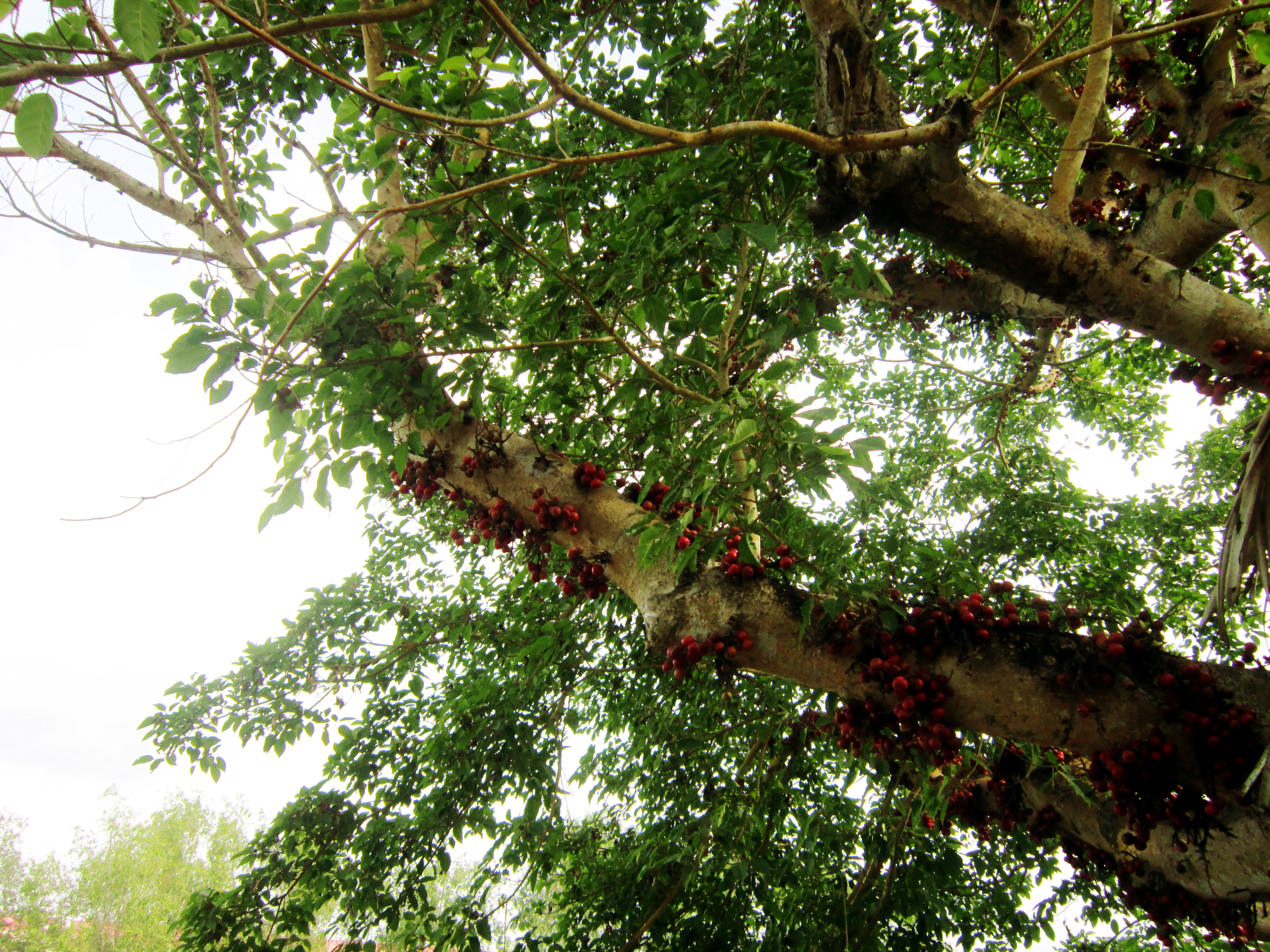
Một loại sung có quả màu đỏ ở Cần Thơ
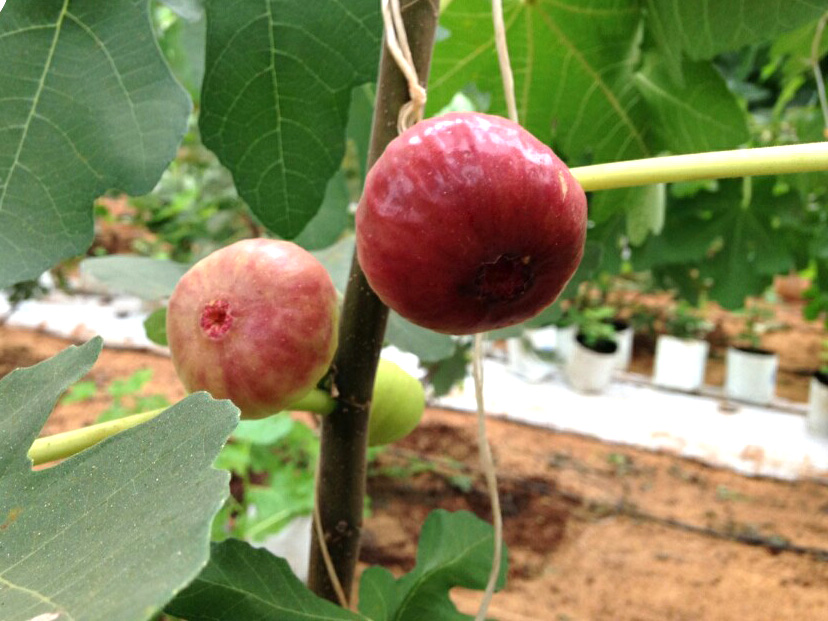
Trái sung chín